# Don't Worry Records
La Don't Worry Records è un'etichetta discografica indipendente italiana con sede a Roma, fondata da Rolando D'Angeli.

## Artisti nell'etichetta
L'etichetta ha prodotto e distribuito artisti come Nek, Giorgia e Fabrizio Moro.

## Artisti in catalogo[4]
- Nek
- Giorgia
- Lisa
- Tosca
- Fabrizio Moro
- Luca Madonia
- Umberto Tozzi
- Mike Francis
- Kelly Joyce
- Missa
- Mare del nord
- Il Giardino dei Semplici
- Gianni Fiorellino
- Rodolfo Laganà